# سیارک ۸۷۱۹
سیارک ۸۷۱۹ (به انگلیسی: 8719 Vesmir، نامگذاری:1995VR) هشت هزار و هفتصد و نوزدهمین سیارک کشف شده‌است که در ۱۱ نوامبر ۱۹۹۵ کشف شد.
قدر مطلق سیارک برابر ۱۳٫۷۰ است.